# 438e Escadron tactique d'hélicoptères
Le 438e Escadron tactique d'hélicoptères «Ville de Montréal» (English: 438 "City of Montreal" Tactical Helicopter Squadron) est une unité de l'Aviation royale canadienne (ARC). L'escadron exploite l'hélicoptère tactique CH-146 Griffon depuis le hangar Hartland de Montarville Molson de la Garnison St-Hubert au Québec, Canada. Ses tâches comprennent le transport utilitaire tactique armé et non armé, la formation du personnel navigant aux tactiques de base et avancées de l'aviation, la formation technique du personnel au sol et des mécaniciens de bord et l'entretien périodique d’appareils de la flotte de CH-146. Elles comprennent également comme capacités résiduelles la recherche et de sauvetage, la reconnaissance et le soutien aux organismes civils fédéraux et provinciaux du maintien de la paix. Unité de « Force totale » composée de membres de la Force régulière et de réservistes à temps plein et à temps partiel, l'Escadron fait partie de la 1re Escadre à la base des Forces canadiennes Kingston Ontario.
La devise « Going Down » c’est-à-dire « Nous descendons » a été adoptée pendant la Seconde Guerre mondiale lors de l'utilisation de chasseurs-bombardiers Hawker Typhoon au-dessus de l'Europe occupée. C'était l'instruction du commandant d’escadrille de débuter les attaques en piqué avec des bombes, des canons ou les deux.
L'insigne de l'unité est le chat sauvage et décrit en termes héraldiques comme: D'argent, la tête d'un chat sauvage affrontée gueules, lampassée azur. Le chat sauvage a été choisi comme emblème car il représente le surnom donné aux membres de l'Escadron, les « Wildcats ».
Au cours de son illustre histoire, l'Escadron s'est vu attribuer les Honneurs de bataille suivants :
- Forteresse Europe 1944
- Normandie 1944
- Arnhem
- Rhin
- France et Allemagne 1944-1945

## Période pré-guerre

### Formation
La formation de l’Escadron est attribuable aux efforts soutenus d’Adélard Raymond, homme d’affaires montréalais et vétéran pilote de la première guerre mondiale et du journaliste de La Presse Lionel Saint-Jean qui était le président de la Ligue d’aviation du Québec. Ces hommes collaborèrent étroitement à partir de mai 1934 à l’élaboration d’une demande officielle pour la formation d’un escadron d’aviation de réserve attaché à la milice tout comme il en existait déjà à Toronto, Winnipeg et Vancouver, mais de langue française. Cette demande officielle fut présentée le 18 juin 1934 sous la forme d’une lettre au Brigadier-général W.W.P. Gibsone, commandant du District militaire no4 et comptait les signatures de plusieurs hommes d’affaires et politiciens locaux. On y écrit :
« Nous sommes particulièrement fiers de déclarer que le groupe que nous représentons est Canadien-français. Nous, Canadiens de langue française, voulons, par ce geste, affirmer une fois de plus notre patriotisme envers notre pays. Nous voulons que cette escadrille soit composée de Canadiens-français… »
Le 27 juillet, le Group captain G.M. Croil, officier senior de l’ARC, rencontre monsieur St-Jean et une dizaine d’autres signataires. Sur une liste de 31 pilotes qualifiés dont plusieurs vétérans de 1914-18, il en retient 14 qui formeront le noyau initial de la nouvelle unité. C’est le 1er septembre 1934 que l’unité fut autorisé à Montréal Québec en tant qu'Escadron de bombardement no18 (auxiliaire). Il aura au début un effectif autorisé de 66 membres et sera sous commandement administratif temporaire du Squadron leader C.E. Trudeau, membre régulier personnellement recommandé par le Brigadier-général Gibsone.

### Premiers vols
À la suite du recrutement et à la formation du personnel cadre formant la structure de base de l’Escadron, les opérations d'entraînement de vol ont commencé en mai 1936 à partir de St-Hubert sur la rive sud de Montréal à la suite de la réception des deux premiers avions de Havilland DH.60 Moth. Le Squadron leader Marcel Dubuc, vétéran pilote de combat aux qualités reconnues, fut nommé son premier commandant en mai 1936.
L’unité a été renuméroté Escadron no118 (Bombardement) le 17 novembre 1937 dans le cadre d'une restructuration des escadrons de l'ARC. Deux appareils Moths additionnels arrivent en 1938 et l’effectif de l’Escadron est revu à la hausse à 114 membres.
| Squadron leader Marcel Dubuc 1er commandant de l'Esc - 1936 | Aviateur Léo Blanchette recrue de l'Escadron 118 - 1937 | Gipsy Moth no. 67 de l'Escadron 118 lors d'opérations hivernales en 1937. | Remorquage du Gipsy Moth no. 122 de l'Escadron 118 de bombardement - 1938 |
| ----------------------------------------------------------- | ------------------------------------------------------- | ------------------------------------------------------------------------- | ------------------------------------------------------------------------- |
|                                                             |                                                         |                                                                           |                                                                           |

## Seconde Guerre mondiale

### Coopération à l'artillerie côtière
L'unité a été rebaptisée Escadron no118 (de coopération à l'artillerie côtière) le 1er septembre 1939, activée pour le service volontaire de temps de guerre le 3 septembre et déplacée à Saint Jean, Nouveau-Brunswick le 28 octobre. L’Escadron n° 117 de St-Jean N.B. a été simultanément absorbé dans l'unité avec des membres du personnel de l’Escadron n° 2 (Coopération à l’Armée) et leurs appareils Atlas. Ces renforts formaient la nouvelle Escadrille A et opéreraient à partir de l'aéroport d'Halifax jusqu'au 31 mars 1940, date à laquelle elle fut relocalisée à la station de Dartmouth.
L'escadron a été rééquipé de Westland Lysanders et Blackburn Sharks mieux adaptés à ce nouveau rôle qui consistait à patrouiller la côte pour tout signe d'activité navale ennemie et à diriger les batteries d'artillerie côtière. Des appareils Westland Wapiti furent empruntés à l’Escadron n° 10 (Bombardement). Les Wapitis n'ont été utilisés que pendant quelques mois jusqu'à ce que davantage d'Atlas soient disponibles.
| Armstrong Whitworth Atlas #410 de l'Escadron 118 à St-Jean, N.B., en 1940. |
| -------------------------------------------------------------------------- |
|                                                                            |

Après près d'un an de balayages côtiers, de patrouilles occasionnelles pour les convois proches des côtes, d’exercices de bombardement en piqué avec des batteries de l'armée et des artilleurs antiaériens navals, de formations au tir aérien et de tâches de photographie aérienne, l'escadron a été temporairement désactivé le 27 septembre 1940 en attendant la redésignation et l'arrivée d'avions plus modernes.

### Chasseur - Côte Atlantique
L'Escadron a été réactivé à Rockliffe Ontario le 13 janvier 1941 sous la nouvelle désignation d'Escadron no118 (Chasse) et rééquipé avec le Canadian Car and Foundry Grumman Goblin. L'unité a déménagé à Dartmouth, Nouvelle-Écosse, en juillet, étant à ce moment-là le seul escadron de chasse disponible pour la défense de la côte est. Une modernisation est survenue en octobre 1941 sous la forme de la venue du Curtiss Kittyhawk, plus performant, remplaçant le Gobblin obsolète.
L'Aviation royale canadienne faisait face à une grave pénurie de chasseurs de première ligne, ayant envoyé ses premiers Hawker Hurricanes au Royaume-Uni avec l'Escadron n° 1 (Chasse), avait du mal à se procurer des chasseurs supplémentaires pour répondre à ses besoins domestiques. Pour ces raisons, 50 Sea Hurricanes construits au Canada et destinés à la Royal Navy britannique ont été retenus au pays. Tous ont été placés sur l'effectif de l’Escadron 118 en novembre 1941.
| Gobblins de l'Escadron 118 en 1941. | CCF Grumman Goblin #338 de l'Esc 118 | Kittyhawks de l'Escadron 118 en 1942 | Hawker Sea Hurricane #BW837 de l'Esc 118 |
| ----------------------------------- | ------------------------------------ | ------------------------------------ | ---------------------------------------- |
|                                     |                                      |                                      |                                          |

Malgré la mise en storage de multiples appareils, une « Escadrille Hurricane » a été formée et plus d'une douzaine de ces appareils ont été régulièrement pilotés par le personnel de l'escadron qui exploitait ainsi simultanément un effectif complet de Kittyhawks, de Sea Hurricanes, de quelques Harvards et volait toujours ses Gobblins jusqu'en janvier 1942. Ces Sea Hurricanes équipés de bobine de catapulte et de crosse d'appontage étaient peints dans le schéma de la Fleet Air Arm britannique de tons de gris foncés avec ROYAL NAVY peint sur les côtés du fuselage, semblaient étrangement hors de leur élément sur une rampe de l'ARC. Le 27 avril 1942, les Sea Hurricanes, dont beaucoup avec leurs modifications navales maintenant supprimées, ainsi que de nombreux membres du personnel de l’« Escadrille Hurricane »  ont formé le noyau de l’Escadron no126 (Chasse) nouvellement formé également à Dartmouth. Cette nouvelle unité serait temporairement sous le commandement du Flight lieutenant Arthur Yuile qui était déjà auparavant en charge de l’escadrille.
Un événement notable a eu lieu le 16 janvier 1942, lorsque deux Kittyhawks de l’Escadron 118 ont repéré et attaqué un sous-marin allemand en surface à environ 10 milles de la côte entre Halifax et Sydney. Le Flight Lieutenant W.P. Roberts pilotant le Kittyhawk AK851 a pu tirer six rafales et obtenir un certain nombre de coups autour de la tourelle avant que le submersible ne plonge et ne disparaisse sous les flots.
Le code d'escadron affiché sur tous les avions de l'unité était "RE", et ce, de janvier 1941 à mai 1942, date à laquelle il a été changé pour "VW".

### Chasseur - Côte Pacifique
Avec l'entrée en guerre des États-Unis à la suite de l'attaque japonaise sur Pearl Harbor, le gouvernement canadien du Premier ministre Mackenzie King a offert un soutien militaire naval et aérien afin de pallier les capacités américaines alors limitées face à l'expansion japonaise dans les Îles Aléoutiennes. Deux escadres de chasseurs et de bombardiers légers ont été constitués pour servir sur la côte du Pacifique, les escadres X et Y composés de chasseurs Kittyhawks et de bombardiers légers Bolinbrokes sous le commandement du Commandement Occidental (Western Air Command) de l'ARC. Le 118 rejoindra ainsi l'Escadron No 115 (Bombardement) formant l'Escadre Y.
| Kittyhawks de l'Escadron 118 sur la Côte Pacifique en 1943 | Pilote de l'Escadron 118 devant un Kittyhawk Sea Island C.B. en 1943 |
| ---------------------------------------------------------- | -------------------------------------------------------------------- |
|                                                            |                                                                      |

Pour ce vol transcontinental historique, le 118 seraient dirigé par le Flight lieutenant Arthur Yuile, il sera prochainement promu Squadron leader. Le Squadron leader Hartland Molson, commandant du 118, vétéran pilote de Hurricane de la bataille d'Angleterre, resterait à Dartmouth pour prendre le commandement de l’Escadron No126 (Chasse).
Le 118e Escadron quitte ainsi Dartmouth le matin du 6 juin 1942 pour son voyage épique de près de 6 500 km sur l'île Annette en Alaska. Ils s’avitaillèrent à Penfield Ridge, Nouveau-Brunswick, Saint-Hubert, Québec, North Bay, Ontario, Porquis Junction, Ontario, Winnipeg, Manitoba, Saskatoon, Saskatchewan, Edmonton, Alberta et Prince George, Colombie Britannique. Ils sont arrivés le 21 juin, avec "l’escadrille A" armée et avitaillée en carburant prête à l'action dans les 15 minutes suivant l'atterrissage. La traversée du continent nord-américain à cette époque où les aides à la navigation et les installations de soutien étaient assez limitées mérite d'être incluse dans les annales de l'aviation militaire canadienne. L'escadron a déménagé à Sea Island en Colombie-Britannique le 20 août 1943 et y restera jusqu'à ce qu'il soit ordonné outre-mer.
Cinq pilotes ont péri dans des crashs non liées au combat au cours de cette période de défense continentale.

### Chasseur-bombardier – Europe
Laissant leurs Kittyhawks derrière eux, les 142 membres de l’Escadron ont traversé le Canada par train et se sont embarqués le 2 novembre 1943 à Halifax pour leur traversée vers le Royaume-Uni. L'Escadron a de nouveau été redésigné, cette fois en tant qu'Escadron no438 (Chasseur-bombardier) dès son arrivée à la station de la Royal Air Force (RAF) de Digby au  Lincolnshire le 18 novembre. Les escadrons de l'Aviation royale canadienne furent ainsi renumérotés entre 400 et 449 afin d'éviter toute confusion avec d'autres unités de l'Empire britannique opérant aussi au Royaume-Uni. Son nouveau code d'escadron était "F3", il le conservera jusqu'à la fin des hostilités en Europe. L'escadron a déménagé à la station de la RAF à Ayr en Écosse le 10 janvier 1944, apprenant à piloter le Hawker Hurricane, facilitant sa prochaine conversion sur le puissant chasseur-bombardier Hawker Typhoon. Le 438e Escadron faisait maintenant partie des 3 escadrons de Typhoon de l'ARC formant la 143e Escadre de l'ARC, elle-même membre de la 2e Force aérienne tactique.
À la mi-mars, le 438e escadron a commencé des opérations offensives transmanche contre des cibles pré-invasion des stations de la RAF Hurn et Funtington. À la suite du Jour J, sa tâche principale consistait à soutenir de près les forces terrestres alliées en bombardant en piqué et en mitraillant les points forts, les ponts, les trafics ferroviaire et routier ennemis. Les lignes de front se déplaçant plus à l'intérieur des terres, le 27 juin, l'Escadron est déplacé vers l'aérodrome avancé B-9 Lantheuil en France. Cette base était encore bien à la portée de l'artillerie allemande de sorte que le 15 juillet, le Flying officer Ross Johnson, un jeune pilote de 21 ans du 438, a été tué lors d'un barrage dirigé sur son véhicule motorisé. Les Wildcats se sont déplacés d'un aérodrome à l'autre en suivant les lignes de front toujours plus profondément sur le continent européen : B.24 St André, le 31 août, B.48 Glisy, le 3 septembre, B.58 Melsbroek, le 6 septembre, juste à temps pour participer à l'opération Market Garden. Le 438 déménage de nouveau le 26 septembre, cette fois à Eindhoven sur un aérodrome récemment abandonné par l'ennemi à la suite de cette opération. Ils y perdront leur nouveau commandant le Squadron Leader  intérimaire Peter Wilson le jour même de sa prise de commandement, le 1er janvier 1945, lors de l'Opération Bodenplatte  de la Luftwaffe contre les aérodromes alliés.
| Pilotes de l'Esc 438 à Ayr, Écosse sur un chasseur Hurricane janvier 1944. | Personnel au sol de l'Esc 438 avec un chasseur-bombardier Typhoon Eindhoven, Pays bas en 1945. | Des « Bombphoons » de l'Escadron 438 taxiant à la B.78 Eindhoven, Pays-bas, en 1945 | Typhoons canadiens détruits durant l'attaque sur la base de Eindhoven le 1er janvier 1945 |
| -------------------------------------------------------------------------- | ---------------------------------------------------------------------------------------------- | ----------------------------------------------------------------------------------- | ----------------------------------------------------------------------------------------- |
|                                                                            |                                                                                                |                                                                                     |                                                                                           |

Le 19 mars 1945, après près de 6 mois à Eindhoven aux Pays-bas, et avec la fin de la guerre en vue, l'Escadron a été retiré des opérations de combat et renvoyé à la station de la RAF Warmwell pour de l'entraînement au tir de roquettes, ce qui est ironique étant donné que les escadrons de Typhoon canadiens n'ont pas utilisé cette arme au combat préférant les bombes qui leur valurent le surnom de « Bombphoons ». C'est pendant ce camp d'entraînement que leur dernier commandant, le commandant d'escadron James Easson Hogg, un vétéran chevronné, n'a pas réussi à se retirer d'un piqué et s'est écrasé dans la Manche, mourant instantanément. L'escadron est revenu au combat le 3 avril en Allemagne cette fois-ci à la B.100 Goch, à la B.150 Hustedt le 21 avril, et finalement à la B.166 Flensburg le 29 mai, l'Escadron y a été dissous le 26 août.
Une action typique de l'Escadron en 1944: « Le 10 septembre a produit quatre missions. À 15 h 20, le commandant de l’Escadron, le Squadron Leader Beirnes a mené neuf Typhoons dans la région de Turnhout-Venlo-Eindhoven pour mitrailler quatre trains comptant de 10 à 20 wagons chacun. Dans chaque cas, la locomotive a été détruite. Le vol a atterri à 16 h 30 et a décollé à nouveau à 19 h 30, cette fois avec des bombes de 500 livres pour faire sauter des navires à Hoedekenskerke. Toutes les bombes frappèrent leurs cibles, touchant des navires ou des quais. Un navire, apparemment porteur de munitions, a explosé de façon spectaculaire et un second a été laissé en flammes. » 
Au cours de ses seize mois de service de combat de première ligne de mars 1944 à mai 1945, le 438e Escadron a effectué 4022 sorties, largué 2070 tonnes de bombes et est crédité de 430 coupures de rails, 184 véhicules détruits (+169 endommagés), 12 chars détruits (+3 endommagés), 5 locomotives détruites (+73 endommagées), 101 wagons détruits (+532 endommagés), 1 chaland coulé (+38 endommagé) et 5 ponts détruits. Le coût de ces succès a par contre été élevé. En effet, au cours de la même période, l'Escadron a perdu 38 appareils, 31 pilotes, dont 17 ont été tués, 5 disparus, 6 capturés par l'ennemi après avoir abandonné leurs appareils et 3 ont réussi à échapper à la capture.

### La connexion Disney
Le 10 février 1944, le pilote du 438e Escadron et vétéran de l'Alaska, le Flight Lieutenant Ross Reid D.F.C., a écrit une lettre à Walt Disney lui demandant de concevoir un emblème pour l'escadron, emblème qui pourrait orner leurs avions. Alors qu'il servait à l'île Annette aux côtés de ses collègues américains de l'USAAF, Reid avait remarqué les nombreux avions militaires américains ornés de conceptions artistiques complexes. Reid a reçu une lettre des Studios Disney datée du 30 mars 1944 contenant le dessin ci-dessous qui a été immédiatement adopté et peint sur les capots des typhoons de l'Escadron avec l'ajout d'une feuille d'érable comme arrière-plan. À la fin de la guerre, à Flensburg, en Allemagne, dans l'attente de leur rapatriement, les membres de l'Escadron ont commandé une épinglette d'un bijoutier local sur la base du modèle Disney (voir photo ci-dessous). Le design populaire de Disney a de nouveau été choisi pour orner à la fois les avions et les uniformes du personnel de l'escadron en 1981 à la suite d'une série d'écussons portés au fil des décennies. Un panneau de nez CH-146 Griffon spécial porte également l’emblème original de 1944, pour être utilisé pour des occasions spéciales. C'est toujours l'emblème de choix des Wildcats.
| Walt Disney | Ross Reid DFC | Esquisse de Disney de 1944 | Emblème étant peint sur un Typhoon | Épinglette Wildcat 1945 | Emblème actuel | Emblème sur capot de Griffon pour occasions spéciales |
| ----------- | ------------- | -------------------------- | ---------------------------------- | ----------------------- | -------------- | ----------------------------------------------------- |
|             |               |                            |                                    |                         |                |                                                       |

## L’après-guerre

### Réactivation dans les auxiliaires
Le 438e Escadron a été réactivé à Montréal (Québec) le 15 avril 1946 en tant qu'unité auxiliaire (de réserve) opérant à nouveau à partir de son ancienne base à St-Hubert. Il était équipé d'avions d’entrainement Harvard. Sa tâche principale était le maintien des qualifications de vol des pilotes nouvellement rapatriés et la formation du nouveau personnel. L'important bassin de population de la grande région de Montréal offrait un grand nombre de nouvelles recrues potentielles et attirait également un grand nombre de vétérans des combats souhaitant demeurer en uniforme, bien qu’à temps partiel. Le nouveau commandant d'escadron, le Wing commander Claude Hébert D.F.C. a réussi à faire venir de nombreux vétérans de la Seconde Guerre mondiale pour combler les rangs. En conséquence, comme dans certains autres escadrons auxiliaires nouvellement réactivés, un grand pourcentage des pilotes du début de l'après-guerre étaient parmi les membres les plus décorés en temps de guerre de l'ARC. Le nouveau code identifiant les appareils de l'Escadron est "BQ".
| Harvards du 438 au retour d'une pratique de tir de roquettes - 1948 |
| ------------------------------------------------------------------- |
|                                                                     |

### L'ère du jet
Le 1er avril 1947, le 438e Escadron retrouve sa désignation de temps de guerre en tant que 438e Escadron de chasse en prévision de l'arrivée prochaine d'un nouvel avion. Les Wildcats deviennent l'une des toutes premières unités à devenir opérationnelles sur des chasseurs à réaction lorsqu'en avril 1948, ils commencent à opérer sur le de Havilland Vampire de conception britannique. 1949, les Wildcats du 438e Escadron, aux côtés de leurs collègues du 401e Escadron de chasse également sur Vampires, participent à l'OP METROPOLIS, un exercice aérien à grande échelle conjoint à l'USAF, où les 2 escadrons de chasseurs à réaction de l'ARC, avec l'aide de l’Escadron de radar mobile no1 aussi de l'ARC. Les canadiens devaient défendre la grande région de New York contre des formations de bombardiers composées d'escadrons américains de bombardiers B-26.
Le 1er mai 1950, la désignation d'escadron a de nouveau été modifiée, cette fois pour inclure «Ville de Montréal», ce qui en fait le 438e Escadron (chasse) « Ville de Montréal ». C'était en reconnaissance du parrainage de temps de guerre des Wildcats par la ville. L'Escadron a également reçu la liberté de la cité de Montréal le 1er octobre de la même année pour officialiser l'événement avec un grand défilé sur le Champ de Mars.
| de Havilland Vampires Mk.III de l'Esc 438 en formation (circa 1952) | Silver Star Mk.III de l'Esc 438 au-dessus de St-Hubert, Qc 1956. | Silver Stars et Sabres de l'Escadron 438 à la station de l'ARC Chatham N.B. en juillet 1957 | Sabres de l'Escadron 438 à la station de l'ARC St-Hubert QC en 1958 |
| ------------------------------------------------------------------- | ---------------------------------------------------------------- | ------------------------------------------------------------------------------------------- | ------------------------------------------------------------------- |
|                                                                     |                                                                  |                                                                                             |                                                                     |

1954 a vu l'arrivée du Canadair CT-133 Silver Star, le réacté d’entrainement le plus moderne de l'époque, remplaçant les Vampires. Les «T-birds», comme ils étaient communément appelés par le personnel de l'ARC, ont été conservés jusqu'en septembre 1958 et ont été utilisés pour former de nouveaux pilotes convertis sur jets, plus précisément le Sabre qui a commencé à arriver à l'Escadron en octobre 1956. Les Wildcats voleront sur chasseurs jusqu'en novembre 1958, date à laquelle le rôle des unités auxiliaires sera à nouveau revu et grandement modifié.

### Transport utilitaire léger
Le 1er novembre 1958, le 438e Escadron a perdu son rôle de «chasse» et a reçu la nouvelle désignation plus simple de 438e Escadron. Les temps changeants entraînant une augmentation du coût des armes modernes, la complexité de leur entretien, les avancées techniques et la nouvelle doctrine de défense aérienne, les escadrons auxiliaires ont été affectés à des rôles de soutien principalement secondaires. Désormais équipé du Beechcraft Expeditor MK.III et relégué au transport utilitaire léger, la plupart des pilotes de chasse restants ont simplement quitté le service en signe de protestation, donnant à l'unité une toute nouvelle image d'unité de réserve avec une composition d'équipages aériens et de personnel au sol principalement issus de compagnies aériennes civiles et de l’industrie aéronautique locale.
Le 5 mai 1961, l'unité a reçu sa bannière d'escadron pour 25 ans de service du représentant de la Reine en la personne de l'honorable Gaspard Fauteux, Lieutenant-gouverneur du Québec. Cet événement des plus remarquables de la vie d'un escadron a été marqué par un grand défilé solennel sur la rampe de la base aérienne de St-Hubert.
| Expeditors au décollage de la station de l'ARC St-Hubert (circa 1960). | Présentation du drapeau 5 mai 1961 | Défilé durant la cérémonie de remise de la bannière d'Escadron - 5 mai 1961 | DHC Otters de l'Esc 438 au-dessus de Montréal démontrant les 3 configurations de train (circa 1976). |
| ---------------------------------------------------------------------- | ---------------------------------- | --------------------------------------------------------------------------- | --- |
|                                                                        |                                    |                                                                             | |

L'Expeditor sera maintenu en service dans l'Escadron jusqu'en mars 1964. Pendant quelques années à partir de septembre 1960, il partagera la charge avec le dernier type d'avion attribué aux Wildcats, le robuste de Havilland Canada DHC-3 Otter de conception complètement canadienne. Au rôle de transport léger, on a ajouté la recherche et sauvetage avec cette nouvelle plate-forme lente mais stable qui pouvait opérer à partir de pistes de fortune et de plans d'eau lorsqu'équipée de flotteurs.
Le 1er février 1968, l'Escadron a été intégré aux nouvelles Forces armées canadiennes désormais unifiées. Le 1er janvier 1969, il a de nouveau été renommé, cette fois en 438e Escadron de la Réserve aérienne.
L'Escadron a été fortement impliqué dans les opérations aériennes et la sécurité de l'espace aérien dans la grande région de Montréal pendant les Jeux olympiques d'été de 1976. Le centre des opérations aériennes était situé dans le hangar principal de l'unité et sous le commandement du Colonel Al Gamble, ancien commandant du 438e escadron. Le personnel de l'Escadron a également desservi plusieurs avions de chasse et hélicoptères également impliqués dans ces opérations de sécurité

### Hélicoptère léger d'observation
Le rôle du 438e Escadron a radicalement changé lorsque ses 4 premiers hélicoptères légers d'observation CH-136 Kiowas sont arrivés en janvier 1981. Le dernier Otter de l’unité a pris sa retraite en février et la conversion sur hélicoptère a commencé pour de bon. L'Escadron recevra 5 Kiowas supplémentaires jusqu'en septembre de cette même année, Ce nombre atteindra finalement 13 en 1991 avec la redistribution des appareils du 444e Escadron à la suite de sa désactivation en Allemagne.
Le rôle des hélicoptères tactiques étant de travailler en étroite relation avec l'armée de terre, l'Escadron effectuait désormais principalement des opérations à l'appui aux forces terrestres et, à ce titre, s'entraînait régulièrement avec eux aux exercices annuels de brigade et de division tels que « Rendez-Vous » (RV) ou « Noble Lion ». Sous le même commandement du quartier-général du 10e Groupe aérien tactique et opérant maintenant le même type d’appareil que les nombreux escadrons de la Force régulière, les réservistes du 438 étaient désormais prêts à offrir un soutien opérationnel sans cesse croissant à ces unités. Des Wildcats, autant issus du personnel navigant que des équipes au sol, ont été déployés en Égypte, au Honduras et en Haïti en tant que renforts aux unités de la Force régulière. Ces possibilités de servir à temps plein au pays et à l'étranger pendant des périodes prédéterminées se sont multipliées de façon exponentielle au cours des prochaines années.
| Maintenance en campagne de Kiowas du 438 à la BFC Gagetown N.B. 1991 | CH-136 Kiowa du 438 en campagne à la BFC Valcartier QC 1992 | CH-136 Kiowa de l'Escadron 438 sur la rampe à St-Hubert 1995 |
| -------------------------------------------------------------------- | ----------------------------------------------------------- | ------------------------------------------------------------ |
|                                                                      |                                                             |                                                              |

Un autre changement visible au sein de l'Escadron a été l'application du terme « tactique ». L'unité devait être mobile et fonctionner loin de la base. Une flotte de véhicules spécialisés avec laquelle tout le personnel a dû se familiariser est rapidement arrivée. De plus, le personnel a aussi dû s'habituer à travailler en campagne sous la tente loin  de ses principales infrastructures.  Ces compétences ont été développées et perfectionnées au cours des nombreux exercices aux côtés des forces terrestres.
Curieusement, l'unité n'a été officiellement redésignée 438e Escadron tactique d'hélicoptères que le 1er avril 1993.

## Histoire récente

### L'arrivée du Griffon
1995 a vu un nouvel appareil arriver au 438, le CH-146 Griffon avec ses capacités accrues. Des équipages et des techniciens cadres de l'Escadron ont été envoyés à l’Academie de Bell Hélicoptères à Fort Worth au Texas pour se qualifier sur cette nouvelle plate-forme. Cette formation est depuis offerte au 403e Escadron d'entraînement opérationnel d'hélicoptères. Les Wildcats ont commencé à recevoir leurs neuf appareils un à la fois au cours des mois d'été. 1996 a apporté les plus grands changements à ce jour. Le 1er Escadron de soutien à l'aviation tactique, une unité de maintenance aérienne co-localisée à St-Hubert, a été absorbé par le 438e Escadron, tout comme le 401e Escadron qui avait été l'unité d'entraînement opérationnel du CH-136 Kiowa. Bien qu’officiellement seulement dissous le 1er janvier 1998, le 401e Escadron n'est resté actif que sur papier. Au sein du 401e Escadron était aussi l’Escadrille d’instruction technique appliquée, anciennement la 3e Unité d’instruction technique appliquée déménagée à St-Hubert de la BFC Bagotville l'année précédente. Cette école technique actuellement située au sein de l'École nationale d'aérotechnique (ÉNA) également située sur l'aérodrome de St-Hubert, offre toute la formation technique liée au Griffon pour les techniciens, les gestionnaires de la maintenance et les mécaniciens navigant. Elle a à sa disposition pour l'instruction pratique trois CH-146.
Toutes ces fusions d'unités ont changé le visage de l'Escadron maintenant composé de presque autant de membres de la Force régulière que de réservistes. Simultanément, le 10e Groupe aérien tactique a également été dissous et tous les escadrons tactiques d'hélicoptères se sont retrouvés sous le commandement du QG de la 1re Escadre à la BFC Kingston.
| L'Escadron 438 exploite le CH-146 Griffon depuis 1995. | Griffons du 438 au Fjord Otto au Nunavut. |
| ------------------------------------------------------ | ----------------------------------------- |
|                                                        |                                           |

### Opérations
Opérant maintenant le même appareil que les autres unités de la 1re Escadre et pouvant compter sur un plus grand nombre de personnel à temps plein, le 438e Escadron a été appelé à participer plus activement à de nombreuses opérations domestiques et internationales, non seulement en renforts, mais maintenant également en tant qu'unité. Depuis qu'ils opèrent sur le Griffon, en plus d'exercices et de leurs tâches normales auprès des forces terrestres, les Wildcats ont régulièrement effectué des opérations domestiques en appui aux agences de lutte contre la drogue, dans l'Arctique canadien à partir de la SFC Alert. Ils ont joué un rôle majeur durant la tempête de verglas de 1998, en soutien à la suite d'inondations ou d'incendies de forêt en Colombie-Britannique, au Manitoba, en Ontario, au Québec et dans les Maritimes, en soutien à la visite royale au Canada de 2002, au sommet du G8 en Alberta, et dans la recherche et sauvetage au Québec et en Ontario, et sur d’autres missions de soutien à la population canadienne.
Dès 1997, du personnel du 438e Escadron ont été déployés en Haïti. 1998 a vu l'arrivée des Wildcats en Bosnie-Herzégovine, un co-déploiement avec le 430e Escadron tactique d'hélicoptères où les Wildcats ont commandé quelques rotations, une première pour l'unité. Les Wildcats sont demeurés présents en Bosnie et au Kosovo jusqu'à la fin de 2001, soit avec le 438 ou comme renforts avec d'autres unités de la 1re Escadre.

### Afghanistan
L'année 2002 a vu l'arrivée du drône CU-161 Sperwer, une nouvelle capacité au sein de l'ARC. Du personnel cadre de l'Escadron a été formé en France. Les Wildcats ont dirigé 2 rotations en Afghanistan sur cette plate-forme de reconnaissance et ont aussi envoyé des membres en renforts à d'autres unités pendant les leurs. Les CH-146 Griffon et CH-147 Chinook de l'ARC ont commencé à voler opérationnellement au-dessus de l'Afghanistan en appui aux troupes au sol en janvier 2009. Bien qu'il ne soit pas déployé de façon opérationnelle en tant qu'unité distincte de  Griffon dans ce conflit, le 438e Escadron a fourni des équipages aériens, des techniciens des officiers d’opérations et du personnel logistique en renforts pendant toute la durée des opérations des trois plates-formes aériennes. En fait, les Wildcats étaient au théâtre lors de 16 des 17 rotations envoyées à Kabul et à Kandahar en Afghanistan entre 2003 et 2011.
En décembre 2008, l'Escadrille de maintenance des aéronefs du 438e Escadron a modifié les douze Griffon choisis pour les opérations au-dessus de l'Afghanistan, les a préparés pour l'expédition et les a chargés sur le CC-177 de l'ARC pour le long voyage. Ils étaient également responsables des 60 inspections périodiques complexes nécessaires au fil des ans pour maintenir le CH-146 en vol en théâtre. De nombreux réservistes de l'unité ont même quitté leur emploi civil et ont accepté un emploi temporaire à temps plein pendant cette période pour garantir que l'unité remplisse ce très exigeant mandat aux délais inflexibles. Si l'on tient compte de la taille relativement petite de l'unité, il convient de mentionner que même avec du personnel en service à l'étranger et sur les opérations domestiques toujours en cours, tous les délais ont été respectés.
La fin des opérations en Afghanistan a finalement ramené tous les Wildcats au bercail à leurs tâches en garnison à St-Hubert, soit le retour aux opérations domestiques désormais quasi annuelles (lutte anti-drogue, réapprovisionnement en Arctique, soutiens à la suite des inondations, etc.).
| Membres du 438 en Afghanistan avec des Sperwers | Emblème de la Force internationale d'assistance et de sécurité | Sagem CU-161 Sperwer. |
| ----------------------------------------------- | -------------------------------------------------------------- | --------------------- |
|                                                 |                                                                |                       |

### Sauvetage arctique
Le 25 juin 2013, deux Griffons de l’Escadron 438 opérant à partir d'Eureka, au Nunavut, dans le cadre de l'Op Nevus, ont été détournés pour participer à ce qui allait devenir l'une des plus grandes missions de sauvetage de l'histoire du Canada dans l'Arctique. Deux groupes, le premier composé d'une vingtaine de touristes et guides internationaux, le second composé de onze chasseurs inuits, se sont retrouvés sur une banquise à la dérive dans l’anse Admiralty, près d'Arctic Bay, sur l'île de Baffin. Conscients du danger dans lequel ils se trouvaient et dérivant de façon irrégulière sur un radeau de glace qui se détériorait, les deux groupes ont déclenché indépendamment leurs balises de sauvetage GPS.
Le Centre conjoint de coordination des opérations de sauvetage de l'ARC à la BFC Trenton, Ontario est entré en action en dépêchant un CC-130 Hercules du  424e Escadron de transport et sauvetage de la 8e Escadre. Un hélicoptère CH-149 Cormorant du 103e Escadron de recherche et sauvetage de la 9e Escadre à Gander Terre-Neuve a aussi décollé vers le nord au cas où des capacités d’extraction par treuil seraient nécessaires. Sept heures après l'appel à l'aide initial, le Hercules est apparu au-dessus du groupe et a largué trois radeaux de sauvetage couverts pour 20 hommes, des équipements de survie et des téléphones satellite, et son équipage a mesuré la taille de l'île de glace qui rétrécissait et se fragmentait. Les conditions de vol étaient toutefois mauvaises, la pluie horizontale, le grésil, le brouillard, les nuages bas et les vents violents ont retardé toute tentative de sauvetage aérien, immobilisant l'hélicoptère CH-149 Cormorant à Sanirajak (Hall Beach) et les deux hélicoptères CH-146 Griffon à Grise Fiord. La météo s'est suffisamment dégagée le lendemain pour que les Griffons puissent atteindre les deux groupes et extraire leurs 31 membres en toute sécurité en effectuant plusieurs vols sur Arctic Bay. Un sauvetage pour lequel le 438e Escadron recevra plus tard une mention élogieuse du commandant du Commandement des opérations interarmées du Canada.
| Les membres d'équipages des 2 hélicoptères CH146 du 438 avec quelques rescapés à Arctic Bay Nunavut - 27 juin 2013 |
| --- |
| |

### Nouvelles escadrilles
2015 a apporté de nouveaux défis au 438e Escadron lorsque l'Escadrille des tactiques d’aviation a été transférée du 403e Escadron de la BFC Gagetown. Son mandat est de donner une formation avancée à différents niveaux de tactiques aériennes en vue de préparer les futurs commandants d’escadrilles et officiers des opérations à des postes clés de vol et/ou de prise de décision pendant les déploiements opérationnels. La partie académique de la formation est suivie d'une vaste phase de vol en campagne dans des bases avec de grandes zones d'exercice. Les Wildcats perfectionnent donc maintenant et régulièrement leurs capacités tactiques grâce à leur soutien continu à ces cours successifs en campagne.
| Maintenance en campagne de Griffons du 438 | Emblème Wildcat tel que peint sur les Griffons de l'Escadron |
| ------------------------------------------ | ------------------------------------------------------------ |
|                                            |                                                              |

L'été 2016 a vu une autre escadrille en provenance du 403e Escadron s’intégrer au 438, l’Escadrille d’évaluation et d’essais – Aviation de l’armée de terre. Son mandat consiste à effectuer, au nom de la 1re Escadre, des essais opérationnels et tactiques des systèmes d'hélicoptères de l'aviation terrestre et de l'équipement de soutien et à proposer une doctrine opérationnelle et tactique. Elle est intégralement impliquée dans les tests et l'amélioration des systèmes du CH-146 Griffon et du CH-147F Chinook. Bien qu'elle opère toujours au sein de l'infrastructure du 438e Escadron et s'appuie sur le soutien logistique et technique des Wildcats, cette escadrille a été transférée au 434e Escadron, réactivé en tant qu'unité de test et d'évaluation en mai 2018 avec son QG à la BFC Trenton (Ontario).

### Mission de l'OTAN en Irak
L'automne 2018 a apporté une surprise de taille aux Wildcats. L'Escadron devra diriger et assurer deux déploiements opérationnels consécutifs de 6 mois en Irak sous la forme d'un détachement d'aviation tactique (DAT) composé de 3 x CH-146 Griffons dans le cadre de l'Opération Impact en soutien à la nouvelle Mission de l'OTAN en Irak dirigée par le Canada. Après une formation préalable au déploiement, l'équipe avancée de la rotation initiale (Roto 0) est arrivée à sa nouvelle base d'opérations au début de novembre, le Camp Taji juste au nord de Bagdad, suivi de près par le groupe principal à la fin du même mois.
| CH-146 Griffon de l'Escadron 438 au-dessus de Bagdad en 2019 | Emblème du Détachment d'aviation tactique de l'ARC | Membres du 438 visitant leurs homologues de l'Escadron 2 de l'Aviation irakienne en 2019 |
| ------------------------------------------------------------ | -------------------------------------------------- | ---------------------------------------------------------------------------------------- |
|                                                              |                                                    |                                                                                          |

Grâce à l'ingéniosité et à la gestion des risques, les Wildcats ont pu commencer les opérations de vol dans les deux semaines qui ont suivi leur arrivée en théâtre. La voie des airs étant le moyen de transport le plus sécuritaire entre les multiples zones d'entraînement, cet atout canadien était crucial aux phases initiales de la mission et demeurait essentiel au succès de cette entreprise multinationale. La Roto 1 a succédé à la Roto 0 à la mi-juin 2019 et a fait face aux fortes chaleurs estivales du désert. Durant leurs près de 13 mois en théâtre, les Wildcats ont transporté plus de 3 100 passagers et près de 10 000 kg de fret. Le 408e Escadron tactique d'hélicoptères de la BFC Edmonton a pris les rênes du DAT au mois de décembre, le dernier Wildcat rentrant au bercail le 21 du même mois.

## Fanfare de l’Escadron 438
Depuis le tout début, sauf durant les années de guerre, la musique militaire a été omniprésente dans les activités des Wildcats. La fanfare de l’Escadron est passée d'un petit corps de clairons et de tambours dans les années 1930 à une fanfare plus diverse et complète dans les années 1950, à l'actuel groupe de 35 talentueux musiciens et musiciennes. Malgré leur statut de réservistes, les membres de la Fanfare de l’Escadron sont tous des musiciens professionnels, dont beaucoup possèdent de remarquables réalisations académiques dans leur domaine.
Ils ont offert au fil des ans, et continuent d'offrir à ce jour, d'innombrables concerts très appréciés et ont également joué dans des événements médiatiques de premier plan, allant des ouvertures télévisées de matchs de football et de hockey professionnels, à la cérémonie d'ouverture officielle du nouveau pont Samuel de Champlain à Montréal en 2019 (photo ici-bas).
| Corps de clairons et tambours de l'Esc 118 en 1939 | Fanfare de l'Escadron 438 dans les années 1950 | Fanfare de l'Escadron 438 à l'ouverture du pont Champlain à Montreal - 2019 |
| -------------------------------------------------- | ---------------------------------------------- | --------------------------------------------------------------------------- |
|                                                    |                                                |                                                                             |

## Officiers commandants

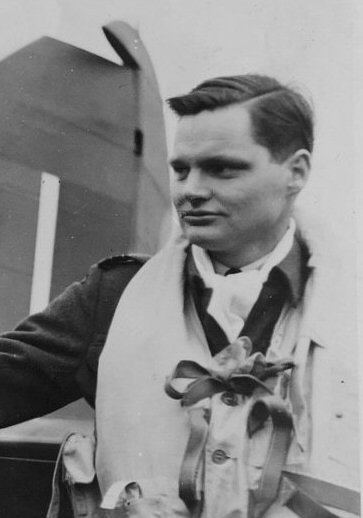
Squadron Leader intérimaire Peter Wilson. Commandant de l'Escadron 438 tué au combat le 1er janvier 1945

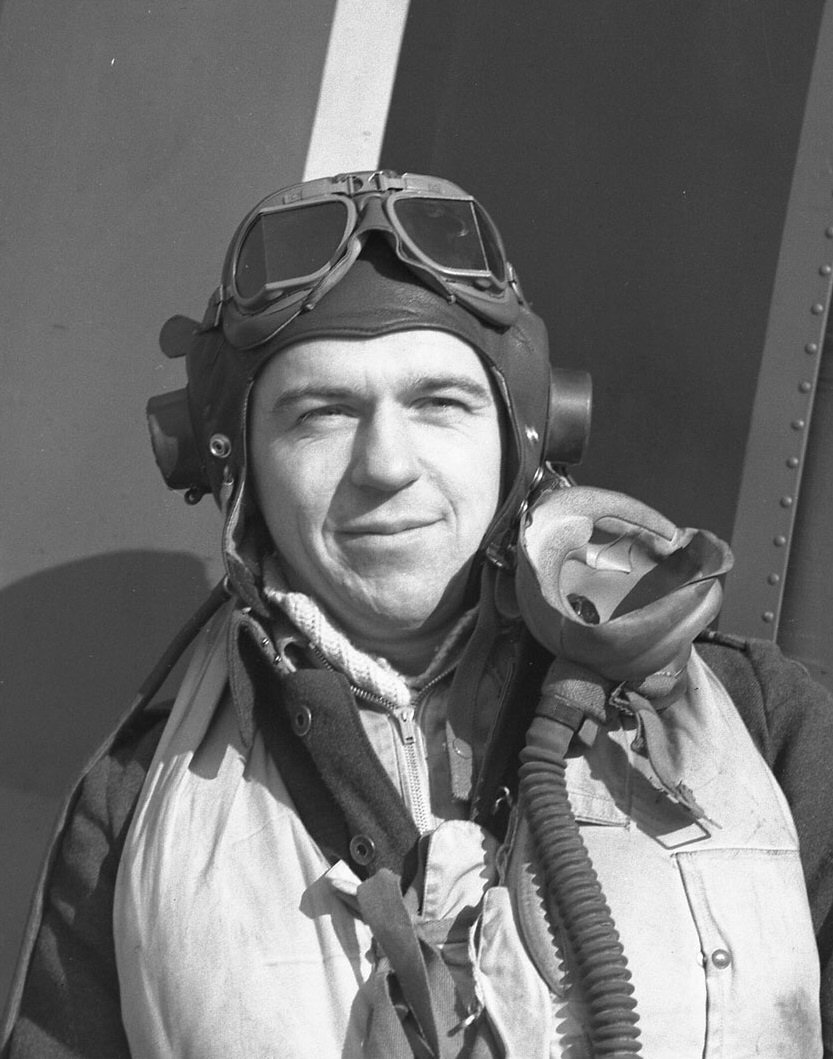
Squadron Leader James Easson Hogg, D.F.C.. Commandant de l'Escadron 438 tué dans un accident d'entrainement le 23 mars 1945

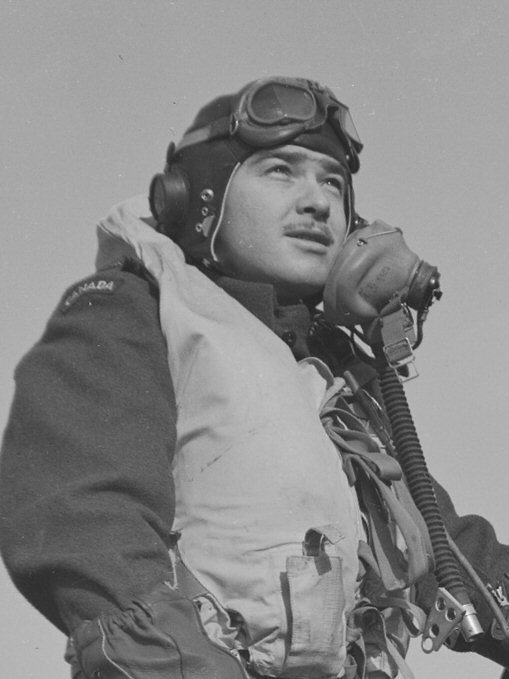
Squadron Leader Jack Rife Beirnes, D.F.C. & agrafe. Commandant de l'Escadron 438 tué dans un accident de vol le 1^{er} juin 1945

- Squadron Leader Marcel C. Dubuc (12 mai 1936 - 31 août 1939)
- Squadron Leader Adelard Raymond, C.B.E. (1 septembre 1939 - 29 juillet 1940)
- Flight Lieutenant Guy Vadboncoeur (30 juillet 1940 - 27 septembre 1940)
- Flight Lieutenant Eric Walter Beardmore (13 décembre 1940 - 4 avril 1941)
- Wing commander Ernest Archibald McNab O.B.E., D.F.C. (5 avril 1941 - 22 juillet 1941)
- Squadron Leader Hartland de Montarville Molson, O.C., O.B.E., Q.C. (23 juillet 1941 - 14 juin 1942)
- Squadron Leader Arthur McLeod Yuile (15 juin 1942 - 27 février 1943)
- Squadron Leader Frank George Grant, D.S.O., D.F.C., Croix de Guerre (France), Croix d'aviateur (Pays-bas) (28 février 1943 - 28 juillet 1944)
- Squadron Leader Jack Rife Beirnes, D.F.C. & Agrafe (29 juillet 1944 - 13 octobre 1944)
- Squadron Leader Ross Frederick Reid, D.F.C. (14 octobre 1944 - 30 décembre 1944)
- Squadron Leader intérimaire Peter Wilson (31 décembre 1944 - 1 janvier 1945)
- Squadron Leader Ross Frederick Reid, D.F.C. (1 au 19 janvier 1945)
- Squadron Leader James Easson Hogg, D.F.C. (20 janvier 1945 - 23 mars 1945)
- Flight Lieutenant Robert Edward Spooner, D.F.C. (23 mars 1945 - 5 avril 1945)
- Squadron Leader Jack Rife Beirnes, D.F.C. & Agrafe (6 avril 1945 - 1 juin 1945)
- Squadron Leader Paul Bissky (4 juin 1945 - 26 août 1945)
- Wing commander Claude Hebert, D.F.C. (15 avril 1946 - 14 mai 1950)
- Wing commander André René Morrissette, A.F.C. (15 mai 1950 - 14 février 1952)
- Wing commander Guy Valois (15 février 1952 - 14 février 1955)
- Wing commander Al Gauthier, C.D. (15 février 1955 - 14 novembre 1960)
- Wing commander Laurent Gagne, C.D. (15 novembre 1960 - 31 octobre 1963)
- Wing commander James Fischer, C.D. (1 novembre 1963 - 30 août 1967)
- Wing commander Al Gamble, C.D. (31 août 1967 - 31 janvier 1968)
- Lieutenant-colonel John Perodeau, C.D. (1968 - 1973)
- Lieutenant-colonel Herb Laviolette, C.D. (1973 - 1974)
- Lieutenant-colonel Gerry McDougall, C.D. (1974 - 1977)
- Lieutenant-colonel Peter Carver, C.D. (1977 - 1979)
- Lieutenant-colonel Jean Cadorel, C.D. (1979 - 6 décembre 1981)
- Lieutenant-colonel Ed McKeogh, C.D. (6 décembre 1981 - 1 octobre 1983)
- Lieutenant-colonel Pierre Beauchamp, C.D. (1 octobre 1983 - 19 janvier 1986)
- Lieutenant-colonel John Guimond, C.D. (19 janvier 1986 - 31 mars 1990)
- Lieutenant-colonel Henri Cardinal, C.D. (31 mars 1990 - 13 juin 1993)
- Lieutenant-colonel Gilles Trépanier, C.D. (13 juin 1993 - 23 avril 1994)
- Major Daniel Poirier, C.D. (3 avril 1994 - 22 juin 1996)
- Lieutenant-colonel Jean-Marc Hivon, C.D. (22 juin 1996 - 20 mars 1999)
- Lieutenant-colonel Jean Egan, C.D. (20 mars 1999 - 18 août 2001)
- Lieutenant-colonel Michel Desgroseillers, C.D. (18 août 2001 - 27 août 2005)
- Lieutenant-colonel Luc Martineau, C.D. (27 août 2005 - 14 août 2010)
- Lieutenant-colonel René Therrien, C.D. (14 août 2010 - 15 juin 2012)
- Lieutenant-colonel Pierre Barma, C.D. (15 juin 2012 - 27 juin 2014)
- Lieutenant-colonel Gilbert L. McCauley, M.S.M., C.D. (27 juin 2014 - 23 juin 2016)
- Lieutenant-colonel Martin Pesant, C.D. (23 juin 2016 – 24 mai 2018)
- Lieutenant-colonel Martin Houle, C.D., (24 mai 2018 - 7 juillet 2020)
- Lieutenant-colonel Stéphane St Onge, C.D., (7 juillet 2020 - 23 juin 2023)
- Lieutenant-colonel Dominique Bertrand, C.D., (23 juin 2023 - 4 juillet 2025)
- Lieutenant-colonel Guillaume Mallet, C.D., (4 juillet 2025 à ce jour)

## Appareils volés
- de Havilland DH.60 Moth (mai 1936 - septembre 1939)
- Blackburn Shark (octobre 1939-septembre 1940)
- Armstrong Whitworth Atlas (octobre 1939-septembre 1940)
- Westland Lysander (octobre 1939-septembre 1940)
- Westland Wapiti (octobre 1939-janvier 1940)
- Grumman Goblin (décembre 1940-novembre 1941)
- Curtiss Kittyhawk Mk.I (décembre 1941-octobre 1943)
- Hawker Hurricane Mk.IV (novembre 1941-avril 1942 et novembre 1943-mai 1944)
- Hawker Typhoon Mk.Ib (janvier 1944-août 1945)
- North American Harvard (novembre 1946-mars 1948)
- de Havilland Vampire (avril 1948-septembre 1954)
- Canadair CT-133 Silver Star (novembre 1954-septembre 1958)
- Canadair Sabre (octobre 1956-novembre 1958)
- Beechcraft Expeditor (novembre 1958-mars 1964)
- CSR-123 Otter (septembre 1960 - 1981)
- CH-136 Kiowa (1981–1995)
- CH-146 Griffon (1995 à aujourd'hui)
- Sagem CU-161 Sperwer (2002 - 2009)

## Source
- (en) Cet article est partiellement ou en totalité issu de l’article de Wikipédia en anglais intitulé « 438 Tactical Helicopter Squadron » (voir la liste des auteurs).